# За новый социализм (Россия)
Общественное движение «За новый социализм» (ДЗНС) — общественное движение, возглавляемое российским оппозиционным политиком и бывшим дипломатом Николаем Платошкиным. Цель движения — восстановление обновленного социализма в России мирным законным путём — посредством выборов и референдумов.
Обновленный социализм предполагается, как социалистический общественный строй при сохранении частной собственности на средства производства, с поддержкой государством малого и среднего бизнеса, при полной многопартийной демократии и многообразии мнений, с социально-рыночной и смешанной экономикой.

## История
Движение с одноимённым названием «За новый социализм» существовало в России и ранее (имело полное название «Российское движение за новый социализм»); возглавлялось бывшим главой администрации президента лидером партии «Союз реалистов» Ю. Петровым, поддерживалось мэром Москвы Ю. Лужковым и провело свой первый съезд в 1997 году. Движение ставило своей целью объединение мелких социалистических партий в единый предвыборный блок и победу в президентских выборах 2000 года, впоследствии влившись в коалицию «Отечество — Вся Россия», которая в 2003 году стала одним из учредителей «Единой России».
Движение «За новый социализм», возглавляемое Платошкиным, было основано 29 января 2019 года и провело свой первый съезд 7 ноября 2019 года. Вступление в ряды движения осуществляется путём заполнения анкеты на сайте new-socialism.org.
По состоянию на март 2020 года, Движение имело представительство в 74 населённых пунктах России.
8 мая 2020 года Николай Платошкин на своём YouTube-канале заявил, что движение будет преобразовано в политическую партию и примет участие в выборах в единый день голосования 2020 года.Также заявил о формировании единого социалистического блока. Сообщалось о переговорах с Партией Дела и Партией возрождения России.
2 июня 2020 года Платошкин заявил, что он возглавит партию «Альтернатива для России (Партия социалистического выбора)», которая официально зарегистрирована министерством юстиции. Также заявил, что единый социалистический блок сформирован. Партия будет активно участвовать в выборах, которые пройдут в единый день голосования. Движение не будет расформировано, а станет основой для партии. Впоследствии партия АДР (ПСВ) отказалась от сотрудничества с Платошкиным, после чего движение начало создавать свою собственную партию с нуля.
4 июня 2020 года Следственным комитетом России в отношении Николая Платошкина было возбуждено уголовное дело по признакам преступлений, предусмотренных ч. 1.1 ст. 212 УК России (склонение или иное вовлечение лица к совершению массовых беспорядков, сопровождавшихся насилием, погромами, поджогами, уничтожением имущества, применением оружия, взрывных устройств, взрывчатых, отравляющих либо иных веществ и предметов, представляющих опасность для окружающих, а также оказанием вооружённого сопротивления представителю власти), а также ст. 207.1 УК России (публичное распространение заведомо ложной информации об обстоятельствах, представляющих угрозу жизни и безопасности граждан). Вечером того же дня Басманный районный суд г. Москвы отправил политика под домашний арест до 2 августа, срок которого впоследствии неоднократно продлевался. 19 мая 2021 года Платошкин был приговорён к пяти годам лишения свободы условно и штрафу в размере 700 тысяч рублей. Домашний арест руководителя движения негативно сказался на его общественной активности, однако упрочил отношения между ДЗНС и КПРФ, которая выступила в защиту Платошкина и требовала его освобождения.
| Период     | Декабрь 2019 | Январь 2020 | Февраль 2020 | Март 2020 | Май 2020 |
| ---------- | ------------ | ----------- | ------------ | --------- | -------- |
| Количество | 35 000       | 40 000      | 52 000       | 62 000    | 78 000   |

## Программа движения
Краткая программа движения («Программа минимум» — для реализации в первый же год после прихода ко власти) опубликована 29 января 2019 года за подписью Н. Н. Платошкина, имела несколько редакций и включает в себя, по разным источникам, от 19 до 21 пункта. Программа вызвала стороннюю критику и обсуждения.
Пункты программы
1. Национализация природных ресурсов, железнодорожного транспорта и предприятий энергоснабжения
2. Зачисление части экспортных нефтегазовых доходов на личный счет каждому россиянину, вносившему взносы в пенсионный фонд на протяжении 15 лет и более
3. Отмена новой пенсионной реформы
4. Бесплатное высшее и среднее образование. Отмена ЕГЭ. Зачисление в ВУЗы на основе конкурсного отбора
5. Введение прогрессивной системы подоходного налогообложения[3]
6. Замораживание тарифов естественных монополий и тарифов ЖКХ на 2 года
7. Компенсация гражданам вкладов, замороженных в 1991 году в Сбербанке СССР
8. Запрет офшоров для компаний с государственным участием, а также для частных компаний с численностью работающих свыше 500 человек
9. Конфискация имущества за расхищение государственных средств
10. Запрет на госслужбу для лиц (и их прямых родственников), имеющих недвижимость, акции и банковские счета за рубежом
11. Возможность отзыва (через референдум) любого выборного лица (включая президента), проработавшего не менее половины срока
12. Изменение срока полномочий президента и депутатов Федерального собрания — 4 года[3], допуская однократное повторное переизбрание. Зарплата президента — не более 10-кратной средней зарплаты по стране, членов Федерального собрания — не более 4-кратной
13. Прямые выборы населением судей районных и областных судов
14. Облегчение процедуры проведения референдумов и организации митингов и демонстраций
15. Переименование полиции в милицию[22]
16. Квалификация коррупции как особого тяжкого преступления в УК РФ[22]
17. Прямые выборы членов Совета Федерации. Кандидат должен постоянно проживать на территории региона не менее 5 лет перед выборами. Прямые выборы глав регионов. Отмена «муниципального фильтра»
18. Запрет на вхождение в состав избирательных комиссий лиц, находящихся на государственной или муниципальной службе. Прямая трансляция подсчёта голосов в интернете с демонстрацией итогового протокола
19. Восстановление союзного государства на базе республик бывшего СССР на основе свободного волеизъявления их граждан
20. Изменение государственной символики России: красный флаг с серпом, молотом и пятиконечной звездой в левом верхнем углу (Знамя Победы); двуглавый орёл без монархических символов (короны, державы и скипетра); гимн СССР.

## Организационная структура
Организационная структура состоит из центральных органов и региональных отделений:

### Центральные органы
- Лидер: Платошкин Николай Николаевич
- Первый помощник, руководитель работы с регионами: Исмагилов Руслан Габидуллович
- Молодёжное направления. Руководитель: Андреев Кирилл Михайлович
- Международный отдел — Костерина Ольга Васильевна
- Финансовая служба. Руководитель: Глазкова Анжелика Егоровна

### Отделения в России
- Москва Руководитель: Прах Сергей Анатольевич
- Московская область. Руководитель: Кондратенко Дмитрий Викторович
- Центральный федеральный округ. Куратор: Дружбин Сергей Викторович
- Северо-Западный федеральный округ. Куратор: Филимонов Виталий Юрьевич
- Северо-Кавказский федеральный округ. Куратор: Бацазов Тельман Асахметович
- Южный федеральный округ. Куратор: Тен Дмитрий Сергеевич
- Приволжский федеральный округ. Зайцев Игорь Иванович
- Сибирский федеральный округ. Куратор: Недорезов Андрей Игоревич
- Дальневосточный федеральный округ. Куратор: Петрушин Дмитрий Анатольевич
  - Хабаровск. Куратор: Щеглова Анжелика Александровна

### Братские движения (зарубежные отделения)
В середине января 2020 года был назначен координатор по ближнему и дальнему зарубежью (координатор «братских движений») — руководитель международного отдела Костерина Ольга Васильевна.

## Критика и мнения
Виктор Трушков (д.ф.н., профессор) опубликовал своё мнение в центральном печатном органе КПРФ газете «Правда». По его мнению, представленная в программе движения «За новый социализм» политическая система «принципиально не отличается от нынешней капиталистической, если не считать мелкого косметического ремонта» и является оппортунистической. Он раскритиковал программу и не считает её социалистической: «Исходя из критериев марксизма-ленинизма, я тут же начал искать видение новыми социалистами отношений собственности. Пункта, ясно отвечающего на основной этот вопрос, в документе не было. Отсутствовало также положение о ликвидации эксплуатации человека человеком». Он обвинил Николая Платошкина в «культике личности»: «Заслуживают внимания уже само название и подача главного документа движения: „ПРОГРАММА Н. Н. ПЛАТОШКИНА — Программа Движения за новый социализм (ПОЛНАЯ ВЕРСИЯ)“. <…> От пролетарской революции платошкинское воинство воротит нос: на неё в программе наложено табу. Видно, делегатам съезда приверженцев нового социализма по душе формула неолиберала Н. Сванидзе: „Я не радикал какой-нибудь, не экстремист. Я всегда могу найти общий язык с властью“».
Журналист Владимир Волк обосновал опасение, что движение может «превратиться в очередной слив левых настроений общества».
Политолог Павел Салин считает, что движение, в силу своего небольшого масштаба, не может быть серьёзным конкурентом или помехой для КПРФ.
Координатор «Левого фронта» Сергей Удальцов относительно движения заметил, что считает «априори своими союзниками всех сторонников социализма»:
 Хотя мы видим, такие примеры бывают, когда движение набирало достаточное количество сторонников, а в итоге всё было направлено не на сплочение левого движения, а по сути на его разобщение, на то, чтобы людей увести под крыло действующей власти… ближайшие месяцы покажут, какова реальная направленность создаваемого Платошкиным движения.
По мнению доктора юридических наук Е. Г. Тарло, программа движения — «набор хотелок, мечталок, банальностей и желания жить хорошо, не работая», «в целом программа — детсад политической деятельности»; при этом Тарло отметил, что многие пункты данной программы легковыполнимы.

## Представительство в органах власти
- Савостьянов Сергей Владимирович — депутат Мосгордумы 7-го созыва, член фракции КПРФ[28][29].
- Ильин Сергей Сергеевич — внефракционный депутат Законодательного собрания Хабаровского края 7-го созыва, экс-член фракции КПРФ[30].
- Глазкова Анжелика Егоровна – депутат Государственной думы РФ VIII созыва, член фракции КПРФ[31][32].

## Социалистическая партия Российской Федерации и союз ДЗНС с КПРФ
На базе движения была создана Социалистическая партия Российской Федерации. Учредительный съезд партии прошёл 17 октября 2020 года. На съезде присутствовали делегаты из 53 субъектов Российской Федерации, которые единогласно проголосовали за создание партии. 23 октября 2020 года документы на регистрацию были поданы в Министерство юстиции. Однако в декабре 2020 года Минюст отказал в регистрации партии.
После своего освобождения из-под домашнего ареста, Николай Платошкин отказался от планов по преобразованию ДЗНС в политическую партию и взял курс на упрочнение союза с КПРФ и Левым фронтом, приняв участие во втором этапе XVIII съезда первой и выступив с призывом объединения всех левых сил перед парламентскими выборами. Согласно достигнутым на съезде договорённостям, КПРФ выдвинула 7 кандидатов от движения по одномандатным округам.
Также рассматривался вопрос возможного сотрудничества между ДЗНС и РПСС, о вероятности которого публично заявлял лидер последней Максим Шевченко. Однако впоследствии Платошкин обвинил Шевченко и координатора РПСС по Хабаровскому краю Максима Кукушкина в «спойлерстве» в пользу «Единой России» (так, вопреки обещаниям Шевченко не выдвигать в ряде регионов, где КПРФ и ДЗНС договорились о выдвижении единого кандидата, кандидатов от РПСС, таковые были выдвинуты). 3 июля на съезде РПСС в Москве выступили люди, представившиеся как «представители Движения за новый социализм». Николай Платошкин официально объявил их самозванцами, не имеющими отношения к ДЗНС.
На парламентских выборах из 7 кандидатов Движения, выдвинутых от КПРФ, от региональной группы по Алтайскому краю смогла избраться Анжелика Глазкова, вошедшая в состав фракции КПРФ.